# Nicole McKay
Nicole McKay (* 16. September 1979 in North Vancouver, British Columbia) ist eine kanadische Schauspielerin.

## Leben
Nicole McKay wurde 1979 in der kanadischen Provinz British Columbia in North Vancouver geboren. Als Schauspielerin spielte sie bisher vorwiegend in Fernsehserien und Fernsehspielfilmen.

## Filmografie (Auswahl)
- 1996: Auf dem Spielfeld ist die Hölle los (The Halfback of Notre Dame, Fernsehfilm)
- 1997: Erfolg um jeden Preis (Perfect Body, Fernsehfilm)
- 1998: Breaker High (Fernsehserie, Episode 1x30)
- 1998: Cold Squad (Fernsehserie, Episode 1x10)
- 2000: Fionas Website (So Weird, Fernsehserie, Episode 2x22)
- 2003: MXP: Most Xtreme Primate
- 2003: Almost Legal – Echte Jungs machen’s selbst (After School Special)
- 2004: The L Word – Wenn Frauen Frauen lieben (The L Word, Fernsehserie, 5 Episoden)
- 2004: The Days (Fernsehserie, Episode 1x01)
- 2005: Mein verschärftes Wochenende (The Long Weekend)
- 2006: Die Geheimnisse von Whistler (Whistler, Fernsehserie, 2 Episoden)
- 2006: Kraken: Tentacles of the Deep (Fernsehfilm)
- 2024: The Irrational (Fernsehserie, Episode 2x01)